# Armando Pontier
Armando Francisco Punturero, más conocido como Armando Pontier (Zárate, Argentina, 29 de agosto de 1917-25 de diciembre de 1983) fue un músico argentino  de tango, que se destacó como director de orquesta, compositor y bandoneonista. Muy representativo del período conocido como la edad de oro.

## Biografía
Desde muy joven integró diversas orquestas, hasta que el 1 de septiembre del 1945 debutó la orquesta que codirigía con Enrique Mario Francini en la inauguración de la casa Tango Bar, de Corrientes al 1200 y esa codirección se mantuvo diez años. En el mismo día, pero de 1955, Armando Pontier debutó, esta vez solo, al frente de su orquesta. La orquesta estaba integrada con la siguiente composición: 
- fila de bandoneones: Pontier mismo, Nicolás Paracino, Antonio Roscini y Ángel Digiovanni;
- violines: Alberto del Bagno, José Sarmiento, Ernesto Gianni y Pedro Desret;
- piano: Ángel Cichetti
- contrabajo: Fernando Cabarcos
- Canto: Julio Sosa y Roberto Florio, reemplazado al año siguiente por Oscar Ferrari.

Con el paso del tiempo, Pontier tuvo otros cantantes destacados como Roberto Rufino y Raúl Berón. La orquesta se instaló durante una década en Radio Belgrano y eran famosas sus actuaciones de carnaval en el Centro Asturiano.
En 1963 integró la reconstrucción de La Orquesta de las Estrellas dirigida por Miguel Caló, con Enrique Francini, Domingo Federico, Alberto Podestá, Raúl Berón y Orlando Trípodi.
En 1966 reorganizó su orquesta con los cantores Alberto Podestá y Héctor Darío. Luego organizó un sexteto que tocó en Radio Municipal y en el cabaré Marabú. En 1973 volvió a reorganizar su orquesta con Francini y la cantante Alba Solís.

## Suicidio
A mediodía del 25 de diciembre de 1983, escasas horas después de haber festejado la Nochebuena con su familia, en su piso de la avenida Cabildo al 1500, Armando Pontier decidió poner fin a su vida con un tiro debido a problemas en su salud.

## Principales tangos
Fue un destacado compositor con tangos de mucho éxito como:
- Margo
- Pecado (junto con Enrique Mario Francini y letra de Carlos Bahr)
- Milongueando en el 40
- River Plate
- A los amigos[5]
- Corazón no le hagas caso
- Trenzas
- Tabaco
- Claveles blancos
- Anoche
- A Zárate
- A tus pies bailarín
- Bien criolla y bien porteña
- A José Manuel Moreno
- Pichuco

## Filmografía
- La diosa impura (1964) dir. Armando Bo